# Manuel Gutiérrez Mellado
Manuel Gutiérrez Mellado (Madrid, 30 de abril de 1912-Torremocha del Campo, 15 de diciembre de 1995) fue un militar y político español, I marqués de Gutiérrez Mellado, capitán general ad honorem del Ejército de Tierra, vicepresidente primero del Gobierno para Asuntos de la Defensa y ministro de Defensa durante la Transición. Su actuación durante la tentativa de golpe de Estado del 23 de febrero de 1981 se ha convertido en una de las imágenes icónicas de dicho periodo.

## Biografía

### Educación y formación militar
Nacido en el seno de una familia de la burguesía madrileña de la Restauración y huérfano de padre y madre a muy temprana edad, su tío político, el célebre editor Saturnino Calleja, sufragó sus estudios de bachillerato en el elitista internado del Real Colegio de las Escuelas Pías de San Antón. Allí demostró por primera vez su futuro temple y sentido de la responsabilidad, respondiendo a la solidaridad de su familia con un brillantísimo expediente escolar, conservado en el archivo del Instituto de Enseñanza Secundaria Cardenal Cisneros de Madrid.
La reforma de la enseñanza militar por la Dictadura de Primo de Rivera en 1927 truncó su propósito de opositar directamente al ingreso en la Academia de Artillería y en 1929 se incorporó a la Academia General Militar de Zaragoza, dirigida por el general Francisco Franco. Recién proclamada la Segunda República ascendió a alférez y terminó su formación militar en la Academia de Artillería e Ingenieros de Segovia, de la que salió teniente de Artillería en julio de 1933 con el número uno de su promoción.

### Segunda República y Guerra Civil
Su primer destino fue el Regimiento de Artillería a Caballo, acuartelado en el madrileño cantón de Campamento. En 1935 se afilió a Falange Española de las JONS y en la madrugada del 20 de julio de 1936 participó activamente en la rebelión de su unidad contra el gobierno del Frente Popular. Una vez sofocada la rebelión en Campamento, huyó a caballo, campo a través por Villaviciosa de Odón, desde donde regresó a Madrid a primeros de agosto. Sospechoso de ser desafecto al régimen republicano, fue encarcelado en el mismo colegio donde había estudiado.
En febrero de 1937, el Juzgado de Urgencia n.º 1 de Madrid, encargado de fallar su causa, dictó sentencia absolutoria al aceptar su declaración, corroborada por dos testigos, de que se encontraba enfermo en Villaviciosa de Odón en el momento de la rebelión y que, por tanto, no había participado en el levantamiento. Otras indagaciones policiales descubrieron su activa participación en el mismo, por lo que decidió asilarse en una embajada. Un par de semanas después, se unió a los clandestinos servicios de inteligencia del bando franquista que operaban en Madrid, provisto de documentación falsa a nombre de Teodosio Paredes Laína.
En 1938 ascendió a capitán y, al organizar Franco el Servicio de Información y Policía Militar (SIPM), fue nombrado jefe de una de las tres secciones del SIPM adscritas al cuerpo de ejército que asediaba la capital. En este cometido, proporcionó valiosísima información sobre los planes, despliegue y armamento republicanos a la citada gran unidad y evacuó a más de un centenar de pilotos e ingenieros militares a la zona sublevada, especialidades que no abundaban en ella.

### Carrera militar
En 1941 siendo capitán se graduó en la Escuela de Estado Mayor y se integró ese año en el  Cuartel General de la División Azul en Alemania, adscrito a la 3.ª sección de Estado Mayor (Operaciones). Durante la Segunda Guerra Mundial, ascendió a comandante y se ocupó de clasificar y decidir el destino de los muchos súbditos extranjeros que cruzaban los Pirineos.
En 1945, una vez derrotada Alemania, quedó adscrito a la Sección de Información del Alto Estado Mayor, viajando a Bélgica, Francia y Suiza para informar sobre las actividades de los exiliados republicanos.
De 1953 a 1955, a consecuencia de la firma del convenio militar con Estados Unidos, actuó de enlace entre el Ministerio de Asuntos Exteriores y la misión militar estadounidense encargada de construir las bases concedidas por el convenio.
En 1956, en vísperas de su ascenso a teniente coronel, obligado por la penuria de su sueldo militar y al considerar poco ético pluriemplearse para poder sacar adelante a sus cuatro hijos, solicitó el pase a la situación de supernumerario en el Ejército y trabajó durante siete años como gerente en diversas empresas. Aproximadamente dos tercios de los militares profesionales destinados en las grandes ciudades practicaron el llamado pluriempleo durante los años de gobierno de Franco, pero fueron muy pocos los que, como Gutiérrez Mellado, tomaron la drástica decisión de dejar de vestir temporalmente el uniforme por no estar dispuestos a compatibilizar dos trabajos, normalmente en detrimento de su plena dedicación a la milicia.
En 1963 se reincorporó al servicio activo, ocupando una vacante de profesorado en el cuadro permanente de la Instrucción Premilitar Superior (IPS), organismo encargado de formar oficiales y suboficiales de complemento procedentes de la Universidad.
Dos años después ascendió a coronel y pasó destinado a la Sección de Operaciones del Estado Mayor Central. Su perfecto dominio del inglés y del francés le valió ser enviado como observador a diversas maniobras de la OTAN. Esta experiencia le permitió tomar por primera vez conciencia de la lamentable capacidad operativa del desmesurado ejército que mantenía España en las postrimerías del régimen de Franco.
En 1967 fue nombrado jefe del Regimiento de Artillería de Campaña n.º 13, acuartelado en Getafe, y el 13 de abril de 1970 ascendió a general de brigada de Artillería.
Durante poco más de un año desempeñó labores de profesorado en el CESEDEN, dirigido entonces por el teniente general Manuel Díez-Alegría y, al ser este nombrado jefe del Alto Estado Mayor, se llevó consigo a Gutiérrez Mellado, quien se convirtió en su mano derecha. En esa época, concretamente el 14 de diciembre de 1971, pronunció una conferencia en el CESEDEN, cuyo lenguaje comenzó a concitar la atención de la opinión pública.
El 12 de marzo de 1973 ascendió a general de división y el 15 de marzo de 1974 pronunció una segunda y mucho más resonante conferencia en la misma tribuna, en la que abogó sin ambages por la urgente necesidad de introducir reformas de gran calado en la estructura y organización de las Fuerzas Armadas, planteamiento que atrajo sobre él las miradas de las personalidades políticas que, tras la muerte de Franco, impulsarían el proceso de transición a la democracia.
El 14 de junio de 1975 fue nombrado comandante general y delegado del Gobierno de Ceuta, cargos que desempeñaba en el momento de la muerte de Franco y que compatibilizaba con el de jefe de la delegación militar que negociaba el tratado legislativo con Estados Unidos firmado en enero de 1976.
El 13 de abril de 1976, el primer gobierno nombrado por el rey de España, Juan Carlos I, promovió su ascenso a teniente general y le nombró capitán general de la VII Región Militar, con cabecera en Valladolid. Su discurso de toma de posesión mereció titulares de primera plana en todos los periódicos y largos artículos de opinión en las numerosas revistas políticas existentes en aquella época. No en vano era la primera vez que, en las azarosas e inciertas vísperas de la transición a la democracia, con la opinión pública muy pendiente de lo que pensaban los militares, nada menos que un teniente general se comprometía abiertamente con el nuevo Estado de Derecho y exigía a sus subordinados una plena e incondicional subordinación al poder civil: «No olvidemos nunca que el Ejército, por muy sagradas que sean sus misiones, está no para mandar, sino para servir; y que este servicio, siempre a las órdenes del Gobierno de la Nación, es exclusivo para España y para nuestro Rey».
La casi inmediata entrada en escena de Adolfo Suárez, a quien el rey puso en aviso de las virtudes que adornaban al capitán general de Valladolid, le llevó en julio de 1976 a la jefatura del Estado Mayor Central del Ejército de Tierra y, apenas tres meses después, el 23 de septiembre, a reemplazar al teniente general Fernando de Santiago Díaz de Mendívil, que había dimitido para expresar su oposición a la reforma promovida por Suárez, en la Vicepresidencia Primera del Gobierno para Asuntos de la Defensa, concebida para impulsar desde ella la inaplazable reforma de las Fuerzas Armadas.

### Vicepresidente del Gobierno y ministro de Defensa
En el momento de ser nombrado vicepresidente, el general Gutiérrez Mellado debía de llevar ya muchos años pensando y planeando lo que era preciso hacer para transformar y modernizar el obsoleto ejército de Franco. Tan pensado lo debía de tener que el 4 de enero de 1977, es decir, cuando todavía no llevaba cien días en el gobierno, fue capaz de plasmar en una sencilla hoja de papel sus planes de reforma para someterlos a la aprobación de la Comisión Delegada del Gobierno para Asuntos Militares, que se reunía aquel día bajo la presidencia de Adolfo Suárez. El plan comprendía una serie de actuaciones concretas en las siguientes áreas: organización superior de la defensa; actualización del programa de dotaciones presupuestarias para las Fuerzas Armadas; política conjunta de personal, y limitación de las competencias de la justicia militar.
Pero lo más sorprendente del plan es que este se cumplió totalmente e incluso se amplió en determinados aspectos, tan trascendentales alguno de ellos como la creación del Ministerio de Defensa el 4 de julio de 1977, departamento del que se hizo cargo Gutiérrez Mellado hasta el 23 de septiembre de 1979, fecha en que fue designado para desempeñarlo el político de la Unión de Centro Democrático (UCD), Agustín Rodríguez Sahagún, primer ministro civil en encargarse de los temas de Defensa desde 1939. Gutiérrez Mellado continuó formando parte de los gobiernos de Adolfo Suárez durante los dos primeros años de la segunda legislatura (1979-1982), con el título de vicepresidente primero del Gobierno para los Asuntos de la Seguridad y la Defensa Nacional, cargo en el que cesó el 26 de febrero de 1981, cuando se formó el presidido por Leopoldo Calvo-Sotelo.
Entre los principales hitos de la reforma militar impulsada por Gutiérrez Mellado cabría relacionar, aparte de la citada creación y organización del Ministerio de Defensa y de la consiguiente supresión de los ministerios del Ejército, de Marina y del Aire, los siguientes: creación de la Junta de Jefes de Estado Mayor (JUJEM); atribución del mando operativo sobre sus respectivos ejércitos a los jefes de Estado Mayor del Ejército de Tierra, de la Armada y del Ejército del Aire; aprobación por las Cortes Generales de la ley de bases de criterios básicos de la defensa y de la organización militar de 1980, derivada de la Constitución de 1978; elaboración del primer Plan Estratégico Conjunto (PEC) y del Objetivo de Fuerza Conjunto (OFC); penalización del intervencionismo militar en política; actualización de las Ordenanzas de 1768, llamadas de Carlos III; puesta en funcionamiento del Instituto Social de las Fuerzas Armadas (ISFAS); abolición del desfile conmemorativo de la victoria de 1939 y creación del Día de las Fuerzas Armadas; regulación del sistema de ascensos de los militares profesionales, y equiparación de sus retribuciones a la de los funcionarios civiles de similar categoría, medida que logró erradicar definitivamente el pluriempleo.
Evidentemente, este proyecto reformista ha sido posteriormente retocado por los sucesivos titulares del Ministerio de Defensa, pero sus fundamentos doctrinales apenas han variado. El verdadero mérito de Gutiérrez Mellado a este respecto fue poner los cimientos que hicieron posible la espectacular transformación de las Fuerzas Armadas acontecida en los últimos treinta años del siglo XX, gracias a la cual han llegado a ser una de las instituciones más valoradas por los españoles en los periódicos sondeos del Centro de Investigaciones Sociológicas (CIS).
Sin duda, la imagen más conocida de Gutiérrez Mellado se produjo durante el intento de golpe de Estado del 23 de febrero de 1981. Por mero azar, por el simple descuido de un guardia civil que no advirtió que una cámara de televisión seguía encendida, España entera contempló atónita cómo una frágil figura de casi setenta años, en la que la mayoría de los españoles probablemente nunca había reparado, se levantaba intrépidamente de su escaño y, sin más armas que la palabra, hacía frente a unos guardias civiles que empuñaban pistolas y subfusiles, que no dudaron en hacer uso de la fuerza para intentar derribarle y que, al no lograrlo, abrieron fuego para impedir que desde otros escaños se imitase su gesto. La reiterada retransmisión del momento en que se alzó en solitario para defender la ganada libertad de los españoles convertiría al general Gutiérrez Mellado en un mito, en un personaje de leyenda, en uno de los principales iconos de la transición para varias generaciones de españoles.

### Últimos años

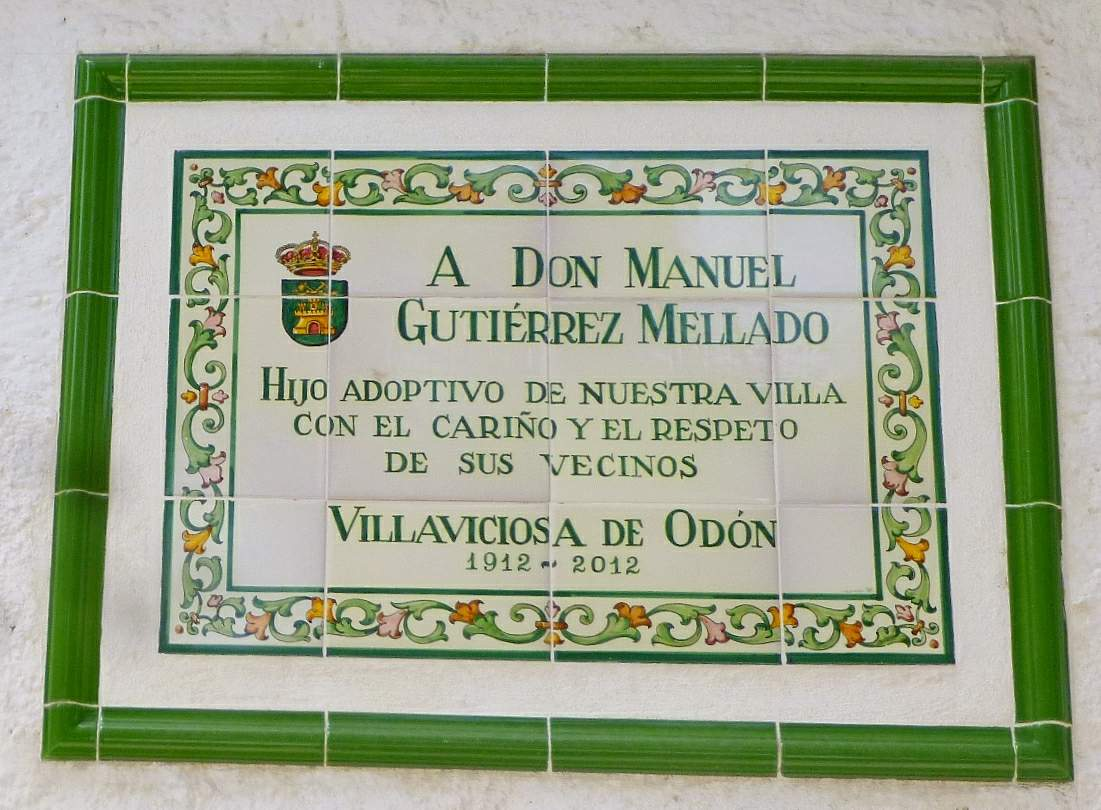
Memorial de Manuel Gutiérrez Mellado como hijo adoptivo de Villaviciosa de Odón (Madrid)

Tras cesar en el gobierno, y habiendo abandonado la carrera militar al ser nombrado ministro para hacer patente ante sus compañeros de armas que la actividad política era incompatible con la profesión militar, no desempeñó cargo alguno hasta que, el 28 de mayo de 1984, el primer gobierno de Felipe González le nombró consejero permanente del Consejo de Estado, donde presidió su Sección Primera hasta su fallecimiento.
En septiembre de 1986, conmocionado ante la muerte por sobredosis del hijo de un íntimo amigo, logró que un selecto grupo de empresarios y financieros respaldasen y subvencionasen su proyecto de organizar la Fundación de Ayuda contra la Drogadicción (FAD), que presidió hasta su muerte.
La FAD nació con la vocación de que la sociedad ayudara a la juventud a superar la atracción a la droga, en un momento en que la heroína causaba pavorosos estragos. Su fundador pretendía que la sociedad no se contentase con intentar paliar sus efectos o reprimir el tráfico y consumo de drogas, sino que prestase a los adolescentes el apoyo moral necesario para rechazarla, para tener la valentía de decir “No, gracias”, como proclamaba el cartel de una de sus primeras campañas publicitarias.
Durante los últimos años de su vida, muchas universidades españolas le abrieron sus puertas para oírle hablar sobre la transición o sobre la labor de la FAD. En 1994 el rey Juan Carlos I le concedió un marquesado; el Congreso de los Diputados, la Orden del Mérito Constitucional, y el Consejo Superior del Ejército de Tierra propuso por unanimidad su ascenso honorífico al empleo de capitán general, concedido por el último gobierno de Felipe González el 28 de mayo de 1994.  En septiembre de ese mismo año, vistió por primera y última vez los entorchados de capitán general en el austero homenaje que le rindieron los cadetes de la Academia General Militar en el mismo patio donde había jurado bandera sesenta y cinco años antes.
Catorce meses después, el 15 de diciembre de 1995, cuando a la edad de ochenta y tres años se dirigía a Barcelona a pronunciar una conferencia en la Universidad Ramon Llull, el hielo hizo derrapar su vehículo y murió a la altura del punto kilométrico 115.0 de la carretera nacional N-II, en las inmediaciones de Torremocha del Campo (Guadalajara). Sus restos fueron trasladados al Cuartel General del Ejército, por donde desfiló toda la clase política, encabezada por los reyes, donde se le rindieron honores fúnebres de capitán general, y de donde su féretro salió a hombros camino de Villaviciosa de Odón, localidad en la que había pasado largas temporadas desde su niñez y de la que era hijo adoptivo. Allí reposan junto a los de su esposa, Carmen Blasco, fallecida en 2010, con la que se había casado en 1938 y con la que había tenido cinco hijos, de los que uno falleció a muy temprana edad. En una entrevista concedida en sus últimos años, se le preguntó cómo se podía haber evitado la tragedia de la guerra civil española, contestó que fue inevitable, y aconsejó que, para no caer en partidismos, pasaran cuatro generaciones (cien años) desde 1936 antes de adentrarse los historiadores en su estudio.[cita requerida]
Como póstumo homenaje a su trayectoria, el Ministerio de Defensa acordó dar su nombre al Instituto Universitario que estaba en vías de crearse, en copatrocinio con la Universidad Nacional de Educación a Distancia (UNED), para promover la cultura de defensa en el ámbito universitario y ofrecer a la sociedad española un centro de investigación y docencia especializado en las cuestiones relacionadas con la búsqueda de la paz, la seguridad y la defensa.
Desde su creación en 1997, el Instituto Universitario General Gutiérrez Mellado (IUGM) organiza cursos reglados de posgrado y de formación, promueve foros de debate y edita diversas publicaciones sobre materias de su competencia.